# 1895 في النرويج
فيما يلي قوائم الأحداث التي وقعت خلال عام 1895 في النرويج.

## سياسة

### تعيين في المنصب
- 14 أكتوبر – فرانسيس هاغروب رئيس وزراء النرويج.

## مواليد

### مارس
- 3 مارس – ركنر فرش عالم اقتصاد نرويجي.

## وفيات

### مارس
- 6 مارس – كاميلا كوليت (مواليد 1813) كاتبة نرويجية.